# Hércules (processador)
Hércules Launchpads é uma plataforma de prototipagem eletrônica de microcontroladores criado pela Texas Instruments. As placas são do tamanho aproximado de um cartão de crédito. São equipadas com um microcontrolador ARM Cortex-R. Ela é uma plataforma de microcontroladores voltados para aplicações que exigem tolerância a falhas. Ela possui proteções contra falhas de hardware e recursos de correção / detecção de erros como núcleos duplos que podem ser executados em Lockstep, ECC, testes automatizado de memória e lógica, redundância periférica e verificador núcleos.
Esta linha inclui o TMS470M, TMS570 e o modelo RM4. Estes modelos foram projetados especificamente para atender a IEC 61508 e ISO 26262 que tratam de aplicações críticas de segurança" 
- TMS470
  - Suporta Segurança para sistemas IEC 61508

- RM4
  - Alto Desempenho industrial e focado em segurança para equipamentos médicos
  - Desenvolvido para Normas de Segurança IEC 61508 SIL-3 [3]

- TMS570
  - Desenvolvido para Normas de Segurança IEC 61508 SIL-3 e ISO 26262 ASIL D[2]